# Titian Ramsay Peale
Titian Ramsay Peale (Philadelphia, 17 november 1799 - 13 maart 1885) was een Amerikaanse natuurhistorisch onderzoeker, kunstschilder en illustrator.

## Biografie en nalatenschap
Titian Ramsay was de zoon van de eveneens natuurhistorisch onderzoeker en kunstschilder Charles Willson Peale (1741-1827). Hij studeerde anatomie aan de Universiteit van Pennsylvania en trouwde in 1822 met Eliza Cecilia La Forgue en kort daarop met Lucy Mullen. Uit deze twee huwelijken werden zes kinderen geboren.
Hij werkte samen met zijn broer Rubens Peale (1784-1864) die tussen 1816 en 1818 conservator was van het natuurhistorisch museum van Philadelphia.
Reeds op 17-jarige leeftijd was hij deelnemer aan een wetenschappelijke expeditie georganiseerd door de Academy of Natural Sciences of Drexel University door Florida en Georgia waaraan ook de Amerikaanse natuuronderzoekers Thomas Say (1787-1843), George Ord (1781-1856) en William Maclure (1763-1840) deelnamen. 
In 1819 was hij als assistent van de entomoloog Thomas Say betrokken bij een expeditie door de Rocky Mountains onder leiding van Stephen Harriman Long. Onder de resultaten van deze expeditie die nog bewaard worden in de Academy of Natural Sciences zijn 122 tekeningen van Titian Ramsay. 

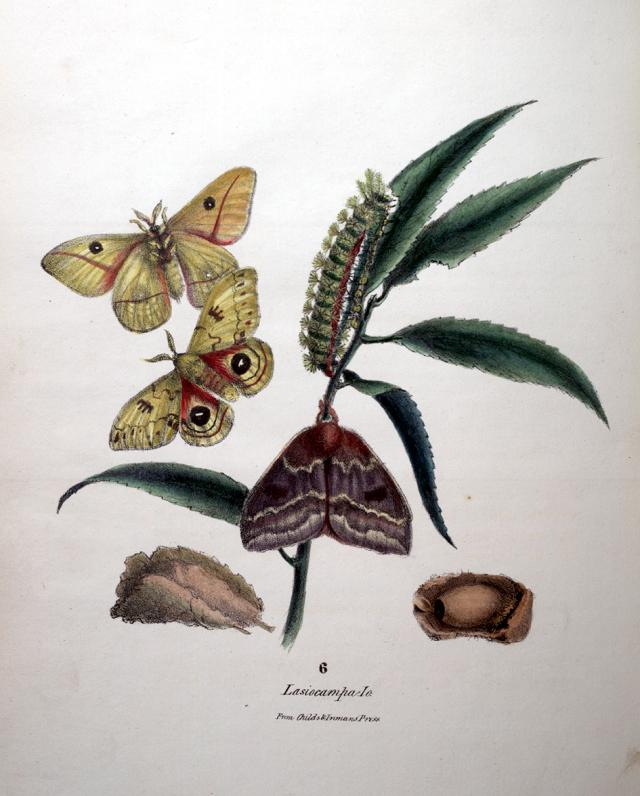
Afbeeldingen van vlinders gemaakt door Titian Ramsay Peale
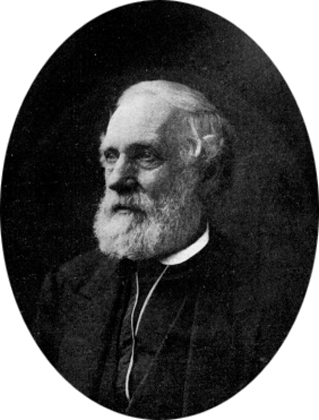
Titian Ramsay Peale

Tussen 1821 en 1824 was hij assistentconservator aan het museum in Philadelphia. In 1822 exposeerde hij bij een tentoonstelling vier aquarellen. In 1824 werd hij door Charles Lucien Bonaparte naar Florida gestuurd om daar specimens te verzamelen.
Tussen 1838 en 1842 was hij hoofd van de natuurhistorisch onderzoekers die deelnamen aan de United States Exploring Expedition, een Amerikaanse ontdekkingsreis over zee, vergelijkbaar met de reis die eerder Charles Darwin maakte met de Beagle.
Hij was de illustrator van tal van belangrijke natuurhistorische publicaties waaronder  Lepidoptera Americana (1833), Mammalia and Ornithology (1848), American Entomology (1824-1828) en American Ornithology van Bonaparte (1825-1833).
In zijn Mammalia and Ornithology worden 25 nieuwe vogelsoorten voor het eerst beschreven waaronder de hawaiikraai en de samoapapegaaiamadine.
- Bibliothèque nationale de France: cb162254529 (data)
- Dictionary of Australian Artists: titian-peale
- Stuttgart Database of Scientific Illustrators 1450–1950: 740
- Gemeinsame Normdatei: 117692727
- International Standard Name Identifier: 0000 0000 8190 9718
- Library of Congress Control Number: n85369245
- Nationale bibliotheek van Australië: 35813098
- Nationale Bibliotheek van Israël: 987007278647605171
- Nederlandse Thesaurus van Auteursnamen: 185238327
- PIC: 308259
- RKD-Nederlands Instituut voor Kunstgeschiedenis: 62246
- SNAC: w6tm7dht
- Système universitaire de documentation: 12361810X
- Trove: 1099259
- Union List of Artist Names: 500017044
- Virtual International Authority File: 796126
- WorldCat: E39PBJqFHjb73XqT7mp6xKTbVC